# Дойл, Джеймс
Джеймс Уильям Эдмунд Дойл (англ. James William Edmund Doyle, 1822—1892) — британский художник и антиквар. Автор иллюстрированных «Хроник Англии с 55 г. до р.х до 1485 г.» .

## Биография
Джеймс был старшим сыном известного художника-карикатуриста Джона Дойла и приходился дядей писателю Артуру Конан Дойлу.
Джеймс получил католическое образование, а также обучался живописи. Среди ранних работ Д.Дойла широкую известность получил портрет доктора Джонсона, читающего рукопись «Викарий Уэйкфилд», который был реализован за 100 фунтов стерлингов. Но ещё в сравнительно молодом возрасте Д.Дойл оставил профессию художника и занялся историческими исследованиями. Известен труд Дойла «Хроники Англии с 55 г. до р.х до 1485 г.» с его собственными цветными иллюстрациями. «Хроники» получили высокую оценку в британском обществе, в том числе похвалу от принца-консорта Альберта, и были опубликованы в Лондоне в 1864 году.
Главным трудом Дойла был каталог английского дворянства, который включал описание всех дворянских родов, кроме баронов. Этот каталог сначала охватывал период от норманнского завоевания 1066 года до революции 1688 года, но впоследствии был продолжен до 1885 года. Каталог Дойла содержал подробные сведения об английских дворянских родах, включая генеалогию, поместья, портреты и геральдическую символику. Каталог был опубликован в трёх томах формата ин-кварто в 1886 году, тиражом 200 экземпляров. Поскольку Д.Дойл при подготовке этого каталога, особенно при описании ранних периодов, некритично относился к подбору источников, публикация вызвала резкую критику, в связи с чем издатели каталога понесли убытки. В 1886 году Д.Дойл написал пояснительный текст для цветных карикатур своего брата Ричарда, под названием «Сцены из английской истории».
Джеймс Дойл умер в Лондоне 3 декабря 1892 года в своей резиденции на площади Дорсет, и был похоронен на кладбище Кенсал-Грин 9 декабря.
Был женат на Джейн Генриетте Хоукинс.